# Marianne Huguenin

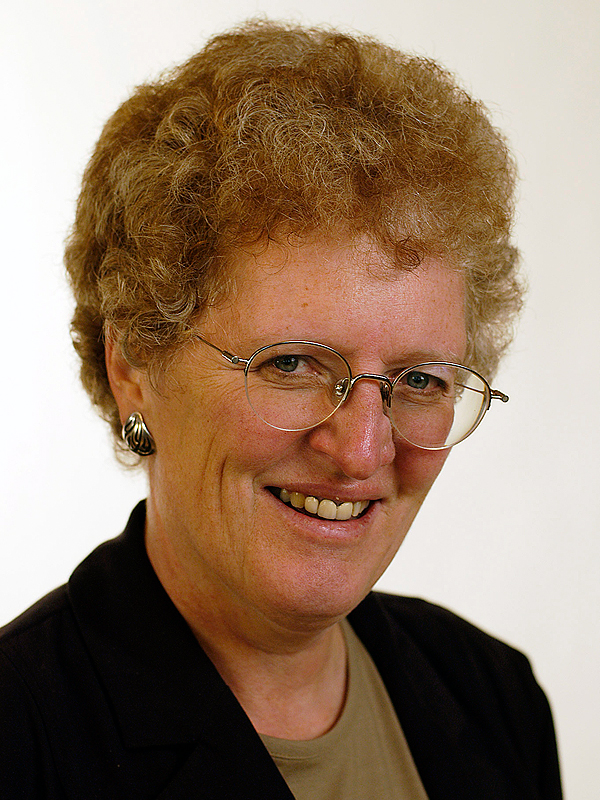
Marianne Huguenin

Marianne Huguenin (* 1. Mai 1950 in Bern; heimatberechtigt in Le Locle) ist eine Schweizer Politikerin (PdA).
Huguenin studierte Medizin und promovierte zum Doktor.
Ihre politische Laufbahn begann sie im Gemeinderat von 1981 bis 1996 in Renens, ehe sie im Juni 1996 Stadtpräsidentin von ebendieser Gemeinde wurde. Weiter hatte sie von April 1990 bis Oktober 1999 Einsitz im Grossen Rat des Kantons Waadt. Sie präsidierte von 1988 bis 1995 die Waadtländer POP. Bei den Wahlen 2003 gelang ihr die Wahl in den Nationalrat. Obwohl sie bei den Parlamentswahlen 2007 wiedergewählt wurde, verzichtete sie auf ihren Sitz, und der abgewählte Josef Zisyadis rückte für sie nach. Sie ist offen lesbisch und outete sich 2004.